# Vườn ươm Kórnik

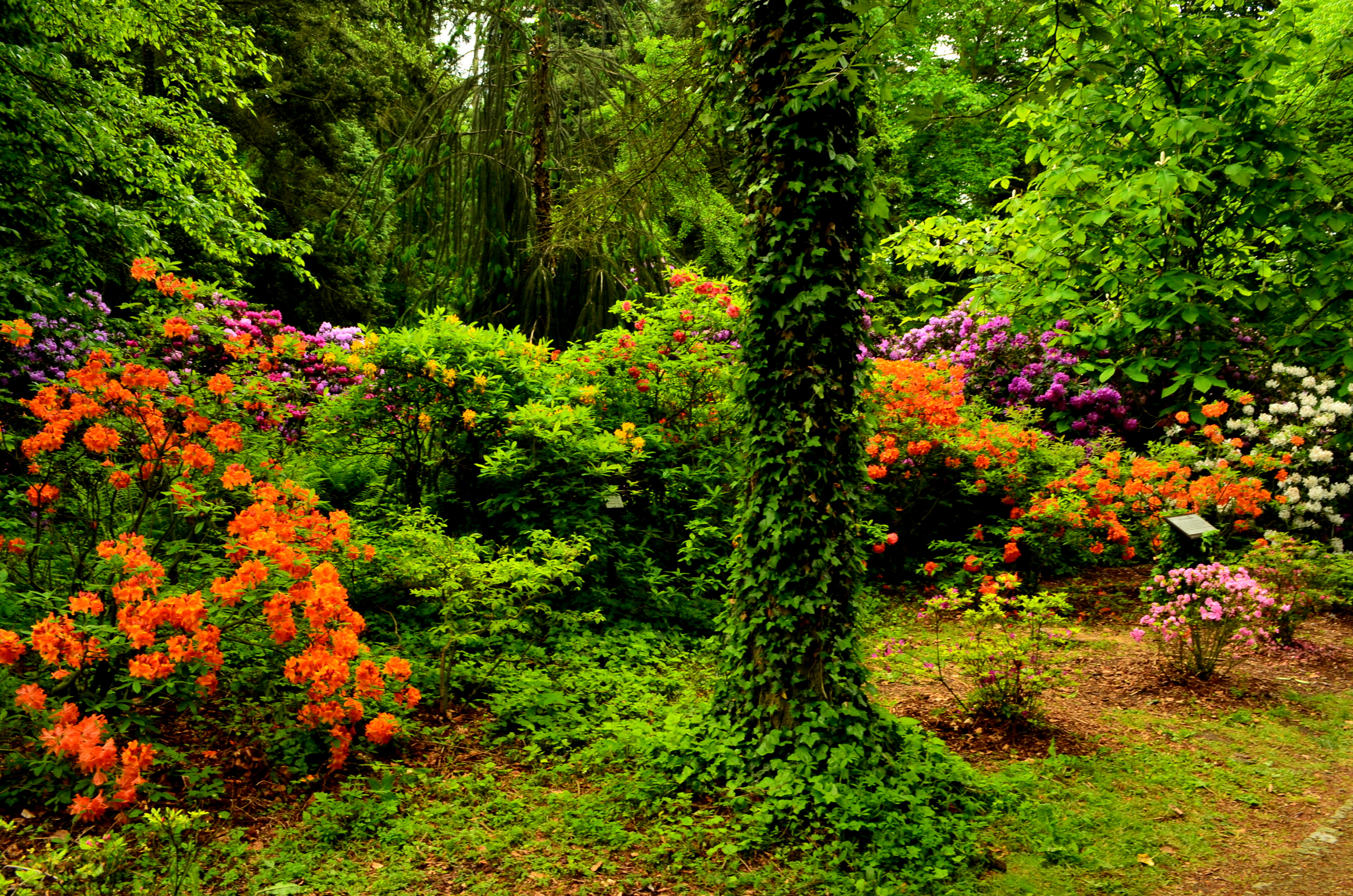
Đỗ quyên trong Vườn ươm Kórnik

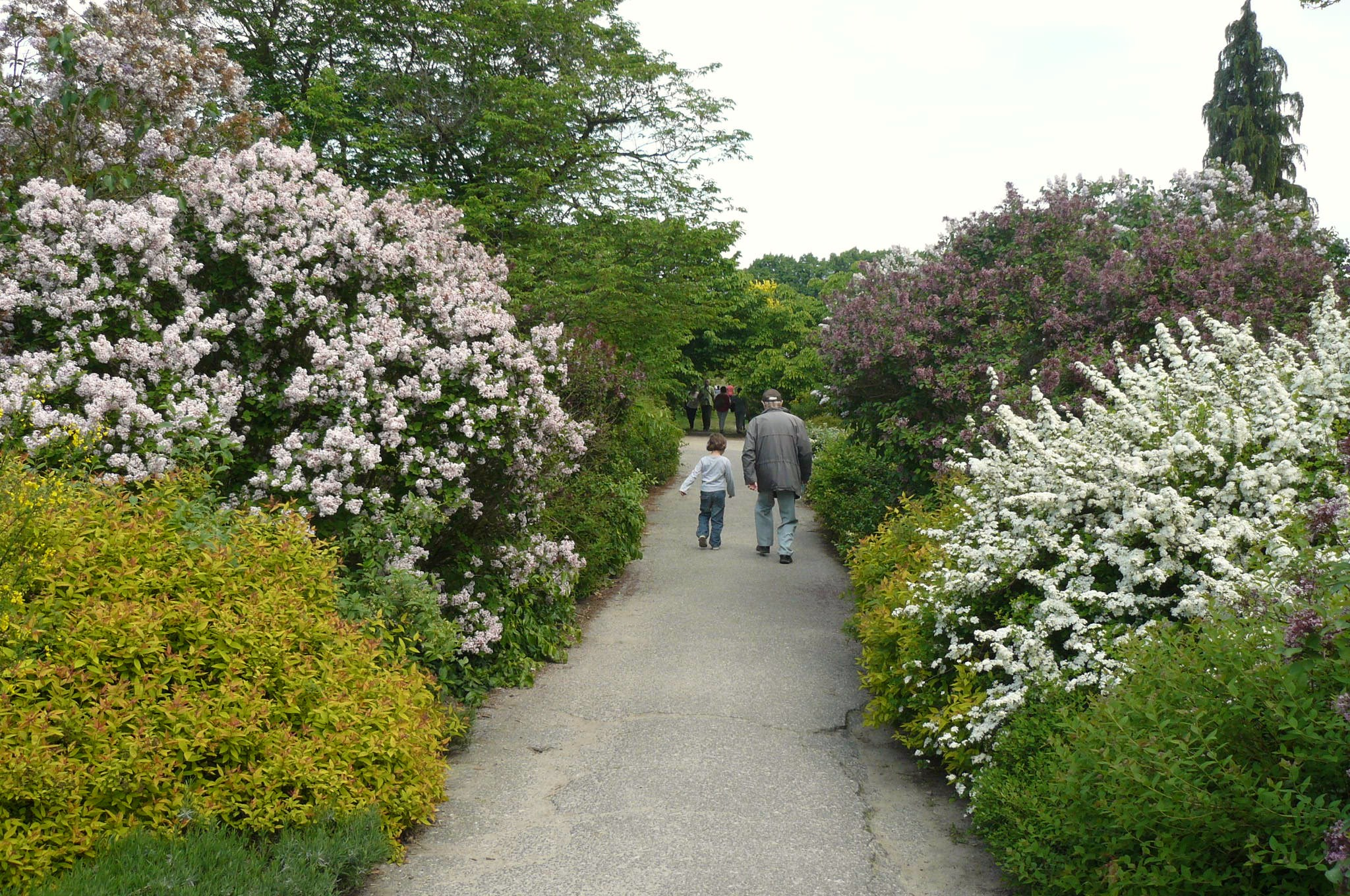
Một con đường trong Kórnik Arboretum

Vườn ươm Kórnik ở Kórnik, phía tây Ba Lan, là một vườn thực vật lớn nhất và lâu đời nhất ở Ba Lan và là vườn thực vật lớn thứ tư ở châu Âu, với hơn 3300 loài cây và cây bụi. Nó được thành lập vào đầu thế kỷ 19 xung quanh Lâu đài Kórnik lịch sử bởi chủ sở hữu của nó, Bá tước Tytus Działyński, sau đó được làm giàu với các loài và giống mới của những người thừa kế của mình, con trai của ông, Jan Kanty Działyński và cháu trai Władysław Zamoyski.
Arboretum có diện tích hơn 40 hécta (99 mẫu Anh) và nổi tiếng với các bộ sưu tập phong phú các loại như đỗ quyên, azalea, mộc lan, cây lá kim, hoa tử đinh hương, cây táo, anh đào, đồng cỏ, cây kim ngân, cây bạch dương, cây bạch dương, và các loại gỗ khác. Các mẫu vật cũ của cây bản địa và cây ngoài hành tinh và cây bụi có thể được nhìn thấy ở đó, chẳng hạn như: chi Đoạn, chi Cử, sồi, bạch quả, nhai bách, vân sam và linh sam.
Viện Dendrology của Viện Hàn lâm Khoa học Ba Lan nằm trong arboretum.
Vào năm 2010, một con đường giáo dục dài 3,5 km có tên là Cây của thế giới đã được mở trong vườn ươm. Nó cho phép du khách xem và có được thông tin thực vật về 25 loài cây chính được tìm thấy ở Bắc Mỹ, Châu Á và Châu Âu.

## Thư viện ảnh

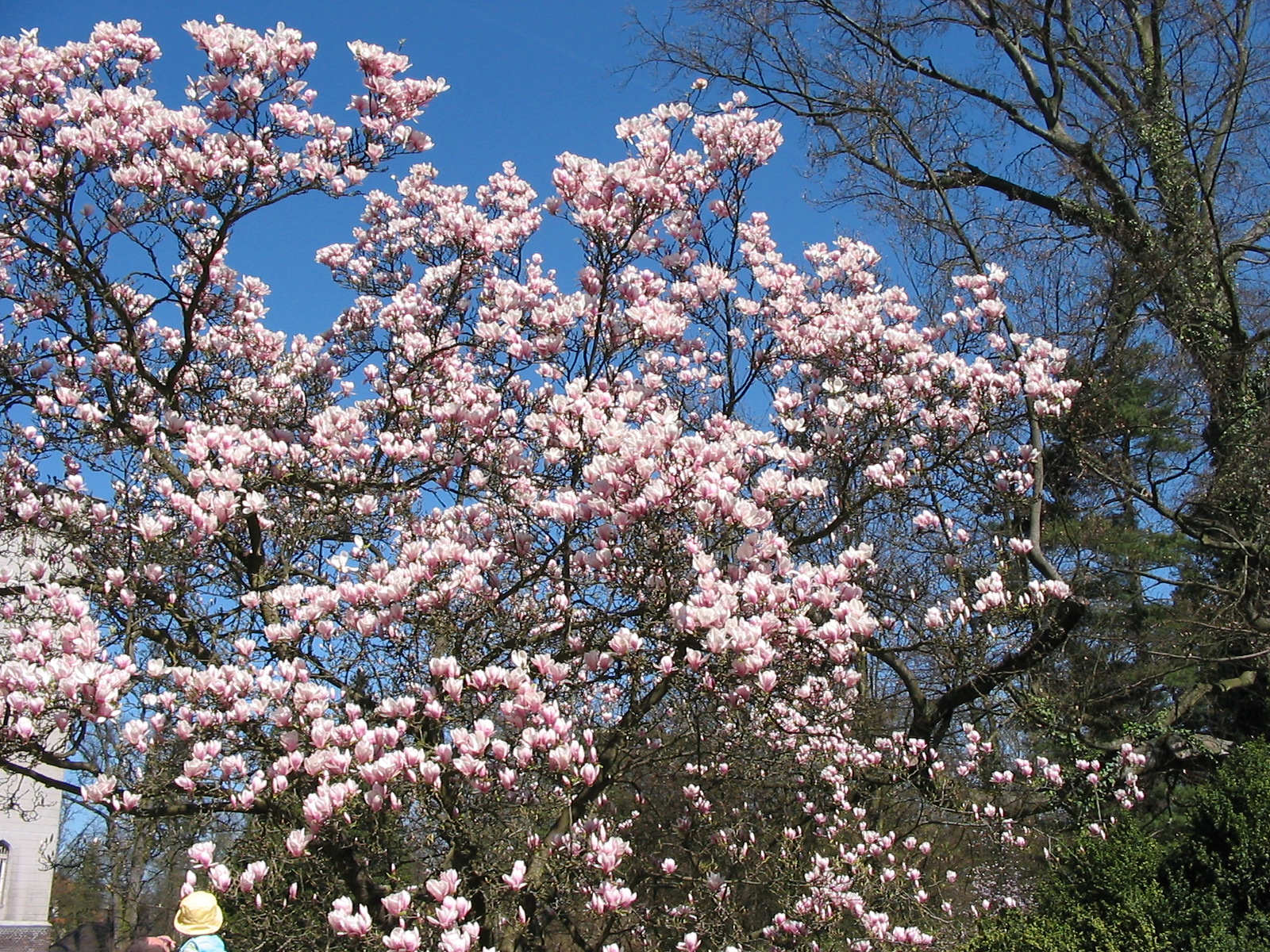
Hoa mộc lan gần Lâu đài Kórnik trong Vườn ươm Kórnik
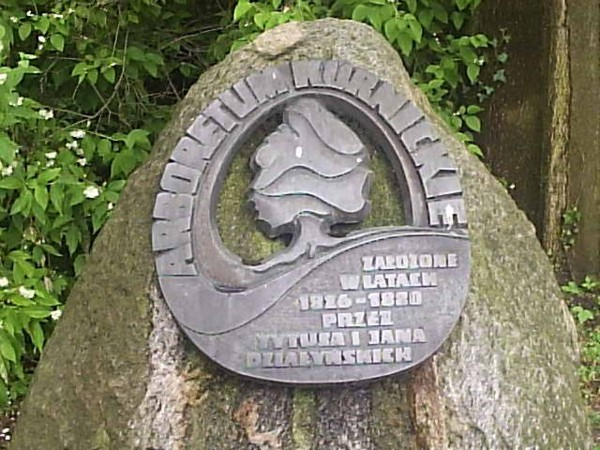
Tấm bia kỷ niệm của Tytus Działyński, người sáng lập Vườn ươm Kórnik
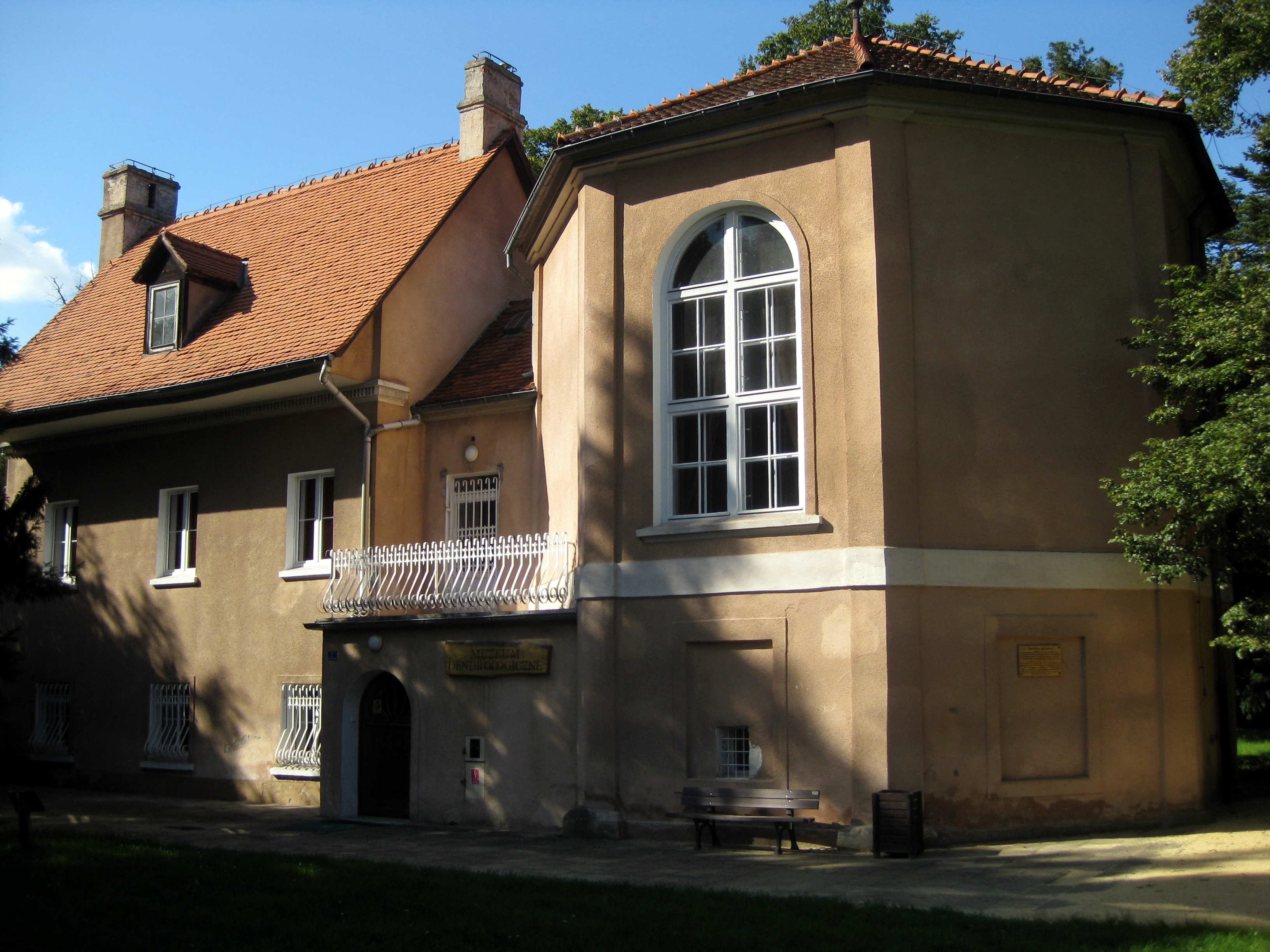
Dendrological bảo tàng trong kórnik Arboretum
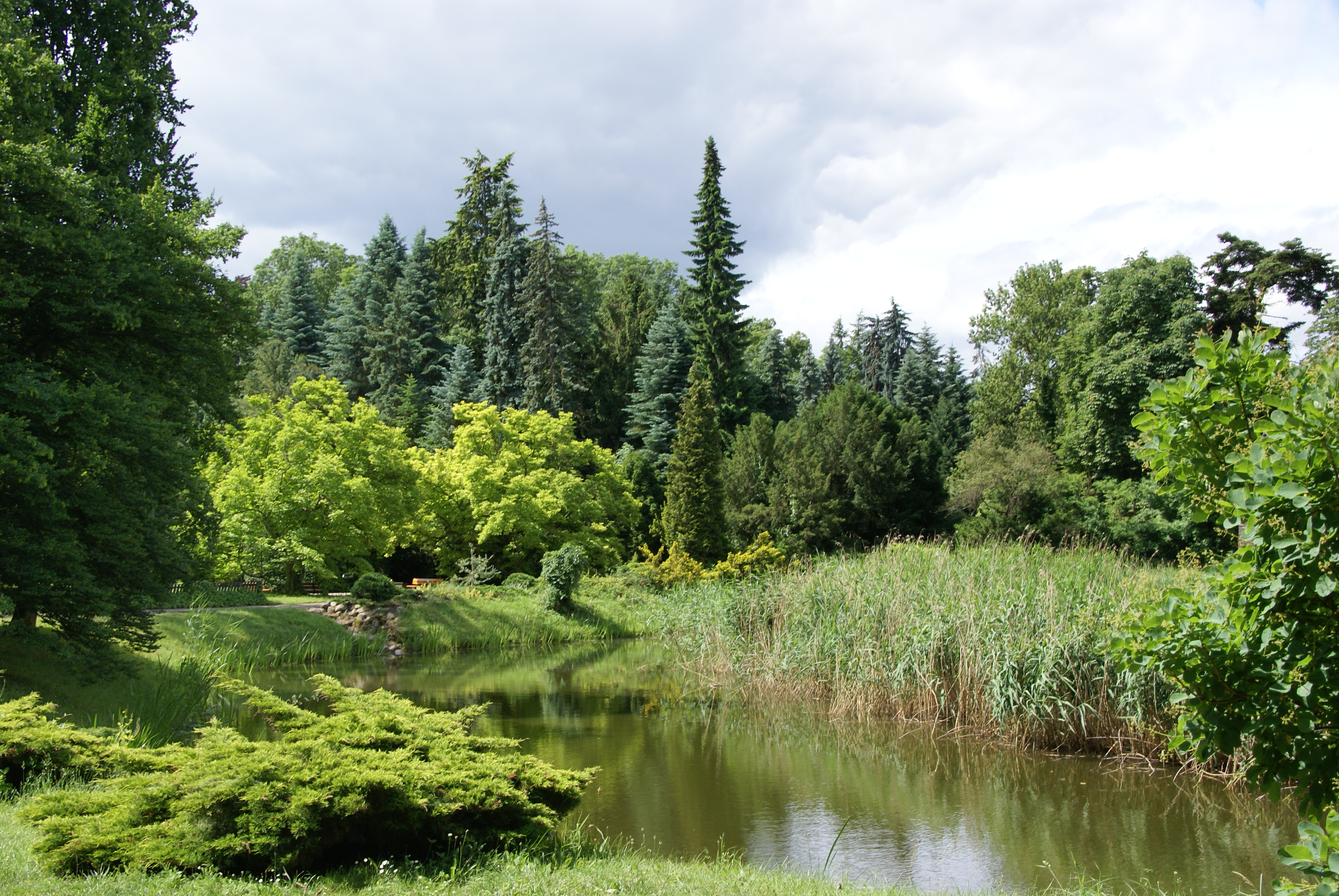
Bộ sưu tập cây bên cạnh một cái ao trong Vườn ươm Kórnik
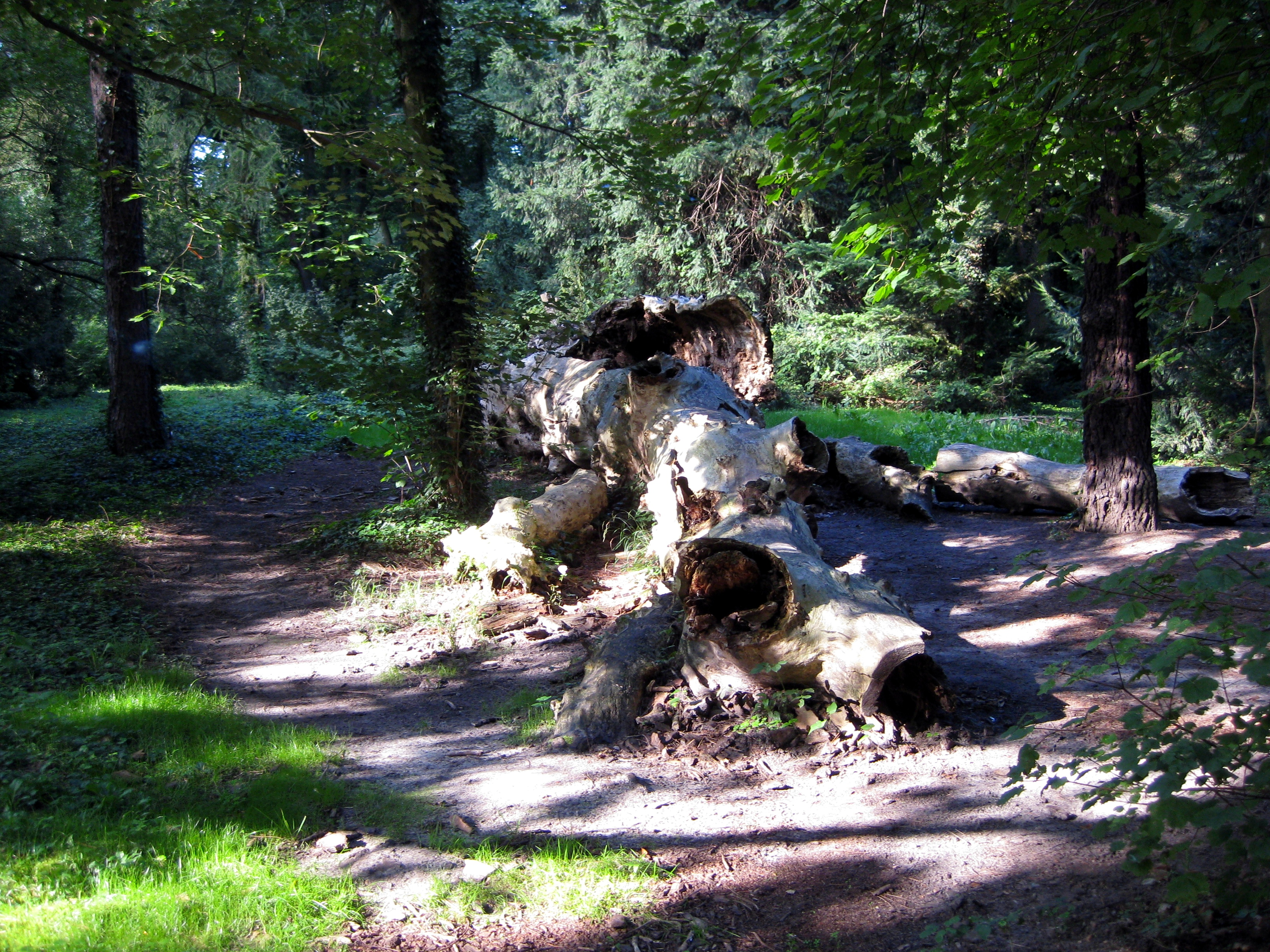
Thân cây thối trong Vườn ươm Kórnik
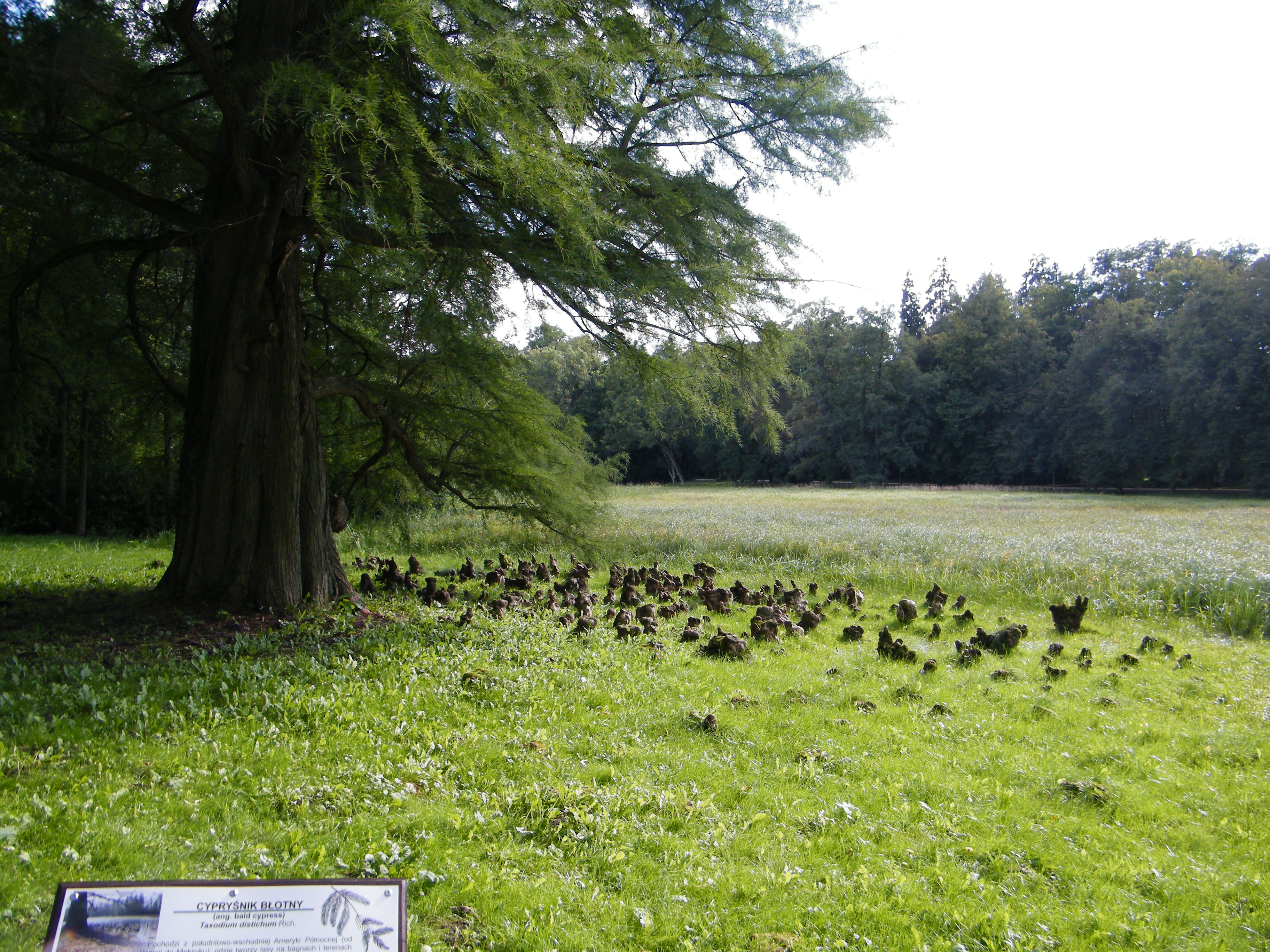
Cây bách hói trong Vườn ươm Kórnik
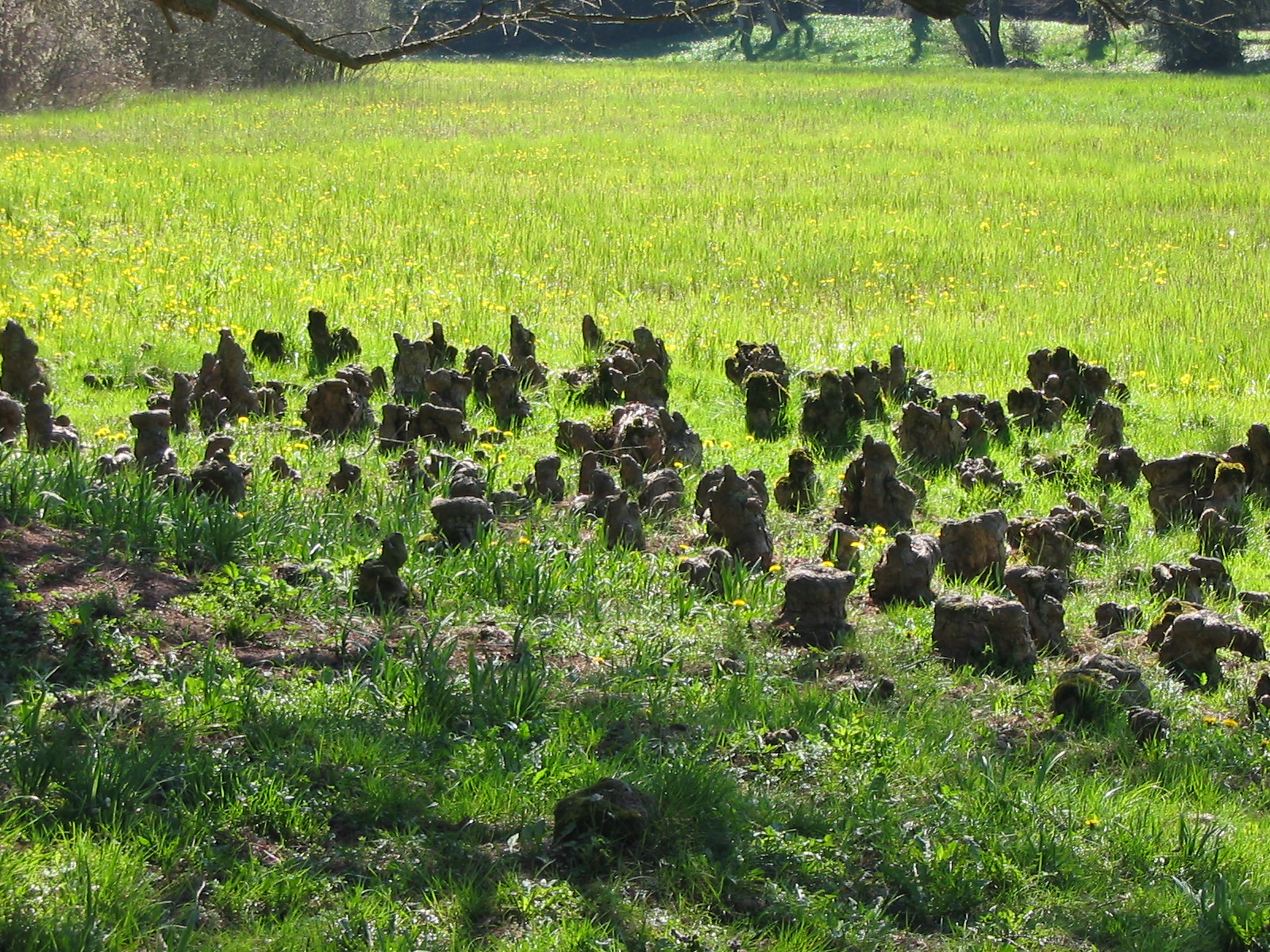
Pneumatophores của cây bách hói trong Vườn ươm Kórnik
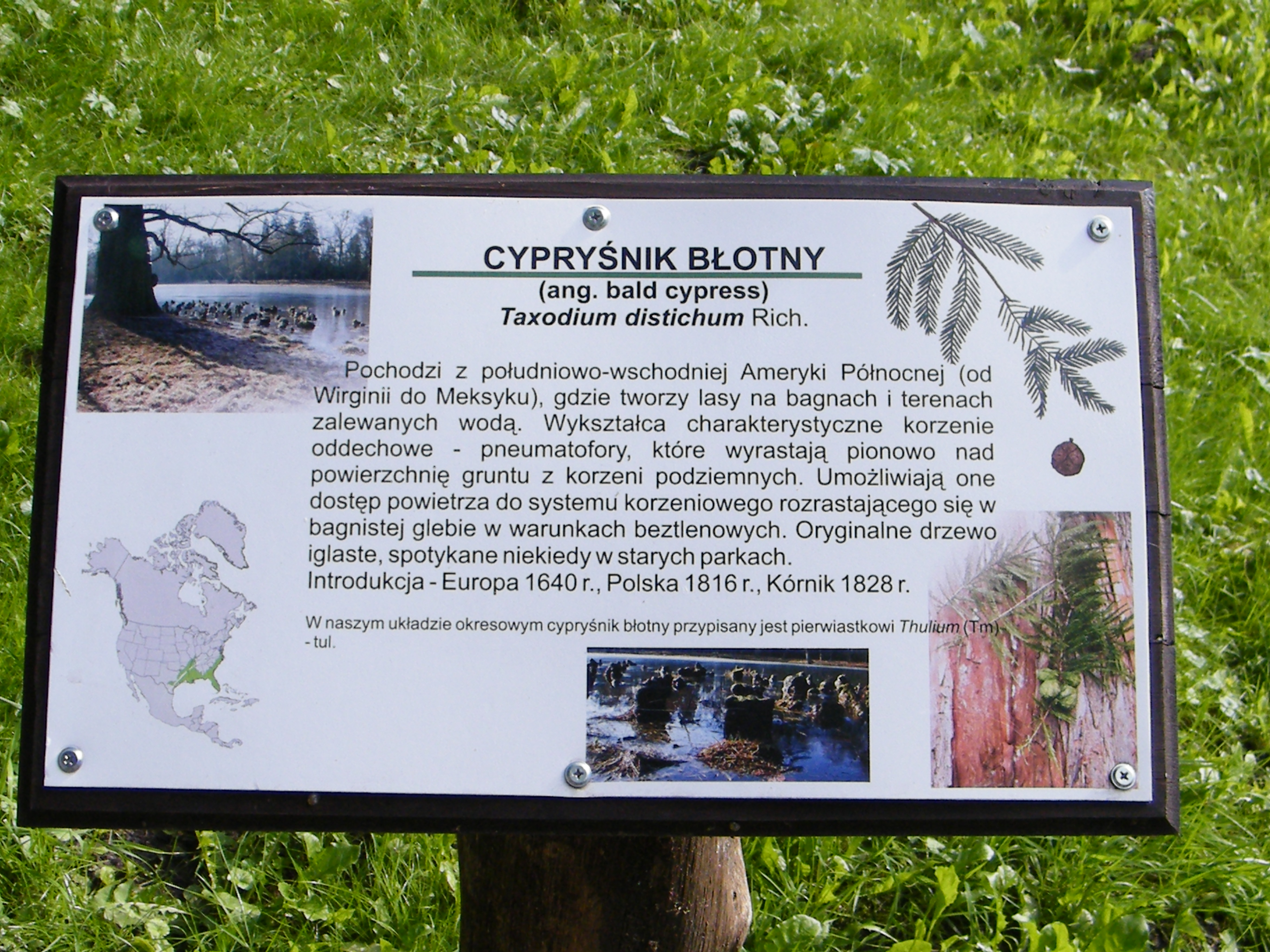
Nhãn của cây bách hói
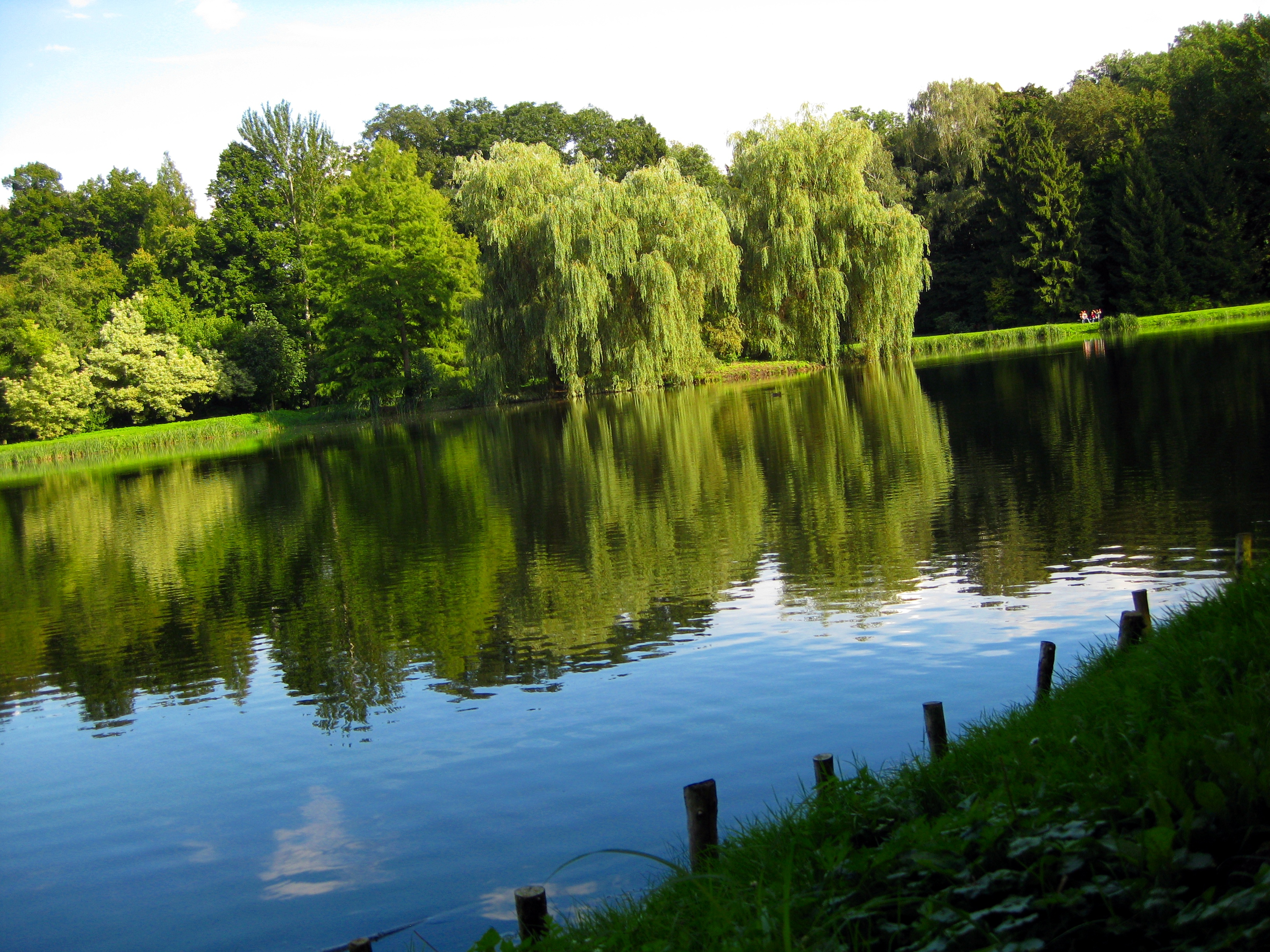
Một cái ao trong Kórnik Arboretum
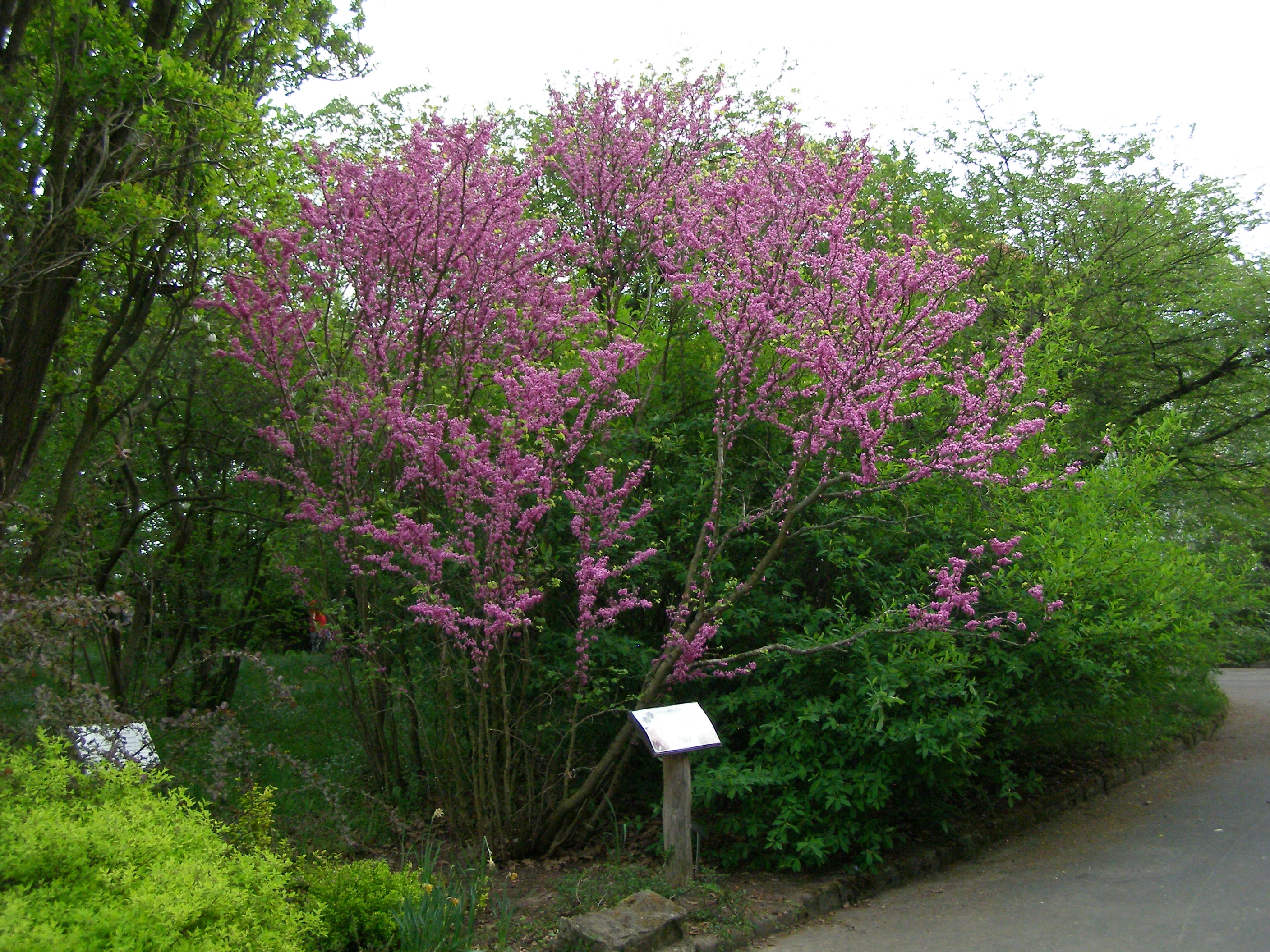
Trung Quốc
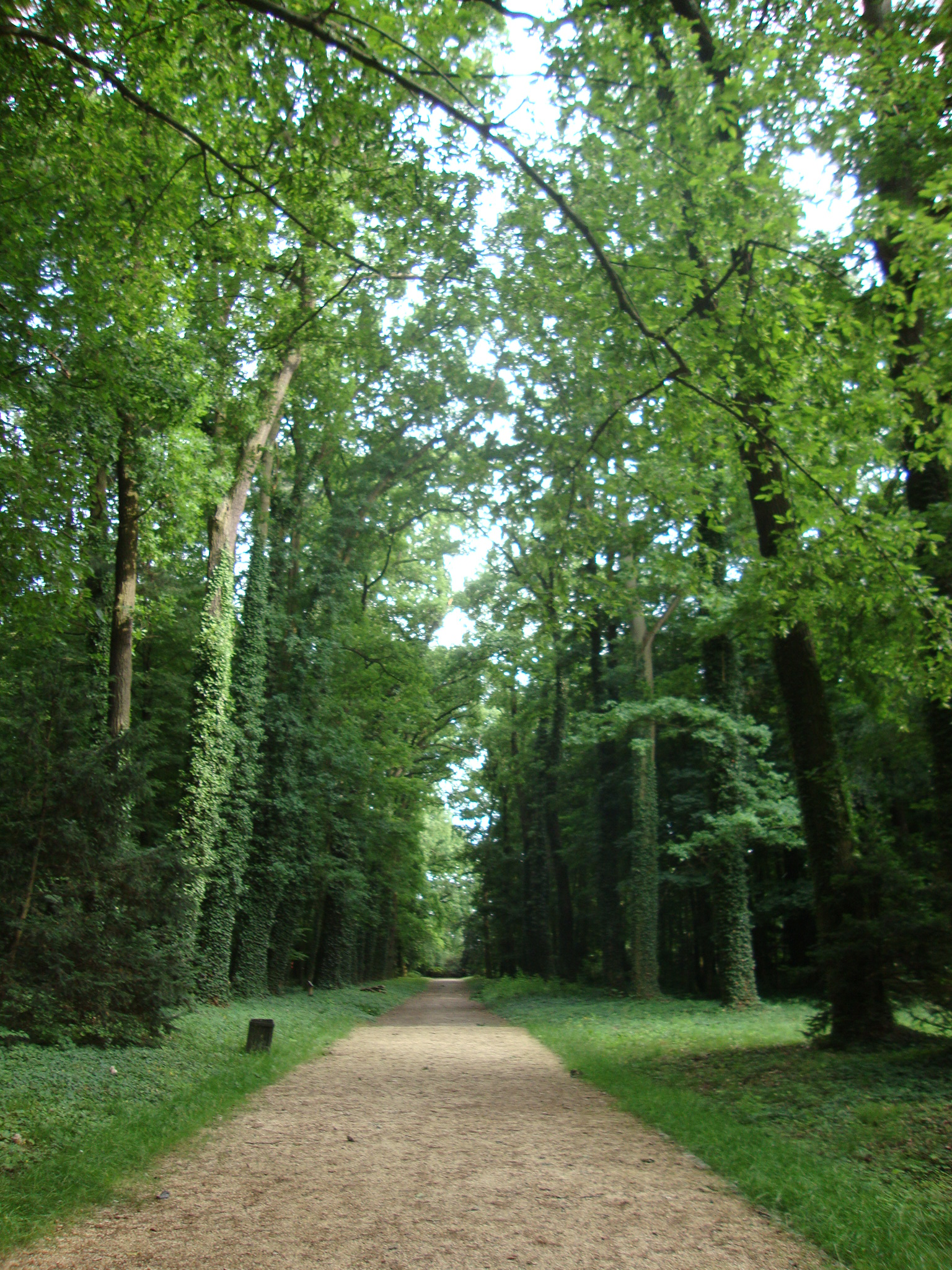
Một con hẻm công viên